# Alexander Cary
Alexander Cary, nome completo Lucius Alexander Plantagenet Cary (Londra, 1º febbraio 1963), è uno sceneggiatore e produttore televisivo britannico.

## Biografia
È figlio ed erede di Lucius Cary, il 15º visconte Falkland (titolo scozzese creato nel 1620), avuto dalla sua prima moglie Anne Caroline Butler. Come erede di un visconte Falkland ha il titolo di cortesia di Master of Falkland. Cary è un ex ufficiale del 2º Battaglione delle Guardie Scozzesi.
Cary è sposato con l'attrice statunitense Jennifer Marsala, la cerimonia ha avuto luogo nel Somerset, in Inghilterra, il 31 dicembre 2013. Ha un figlio, Lucius, dal suo precedente matrimonio con l'attrice Linda Purl. Ha un altro figlio, Sebastian, avuto da una precedente relazione.
Nel 1995 è sceneggiatore e produttore del film Il tesoro di San Pietroburgo con Martin Sheen e Chris Penn. Per la televisione ha lavorato come sceneggiatore e/o produttore per le serie televisive The Riches, In Plain Sight - Protezione testimoni e Lie to Me.
È sceneggiatore e produttore esecutivo per la serie televisiva di Showtime Homeland - Caccia alla spia. Dal 2014 al 2015 è stato produttore esecutivo della serie televisiva Legends.
Nel 2017 è ideatore, sceneggiatore e produttore esecutivo della serie televisiva della NBC Taken.